# Университет Доктор Хосе Матиас Дельгадо
Университет «Доктора Хосе Матиас Дельгадо» (исп. Universidad "Dr. José Matías Delgado") является высшим учебным заведением, расположен в Антигуо Кускатлан, Сальвадор.

## История
Был основан 15 сентября 1977 года и назван в честь «отца»-основателя Сальвадора Хосе Матиас Дельгадо. Он был задуман как некоммерческая организация для подготовки специалистов, способных улучшить сферы управления бизнесом и правовых структур в то время.
Университет начал с трех факультетов: факультет юриспруденции и социальных наук доктора Исидро Мененде; факультет общей культуры и изобразительного искусства Франсиско Гавидия, и факультет экономики доктора Сантьяго И. Барберена.
Университет был географически децентрализованной в первые годы своего существования, был локализован в 1986 году, когда он начал работать на территории кампуса Антигуо Кускатлан (в настоящее время известный как Кампус I).В 2004 году был открыт «Кампус II» в городе Мерлиот.
В настоящее время университет предлагает 18 бакалавриатов, 6 магистратур программ, и ещё несколько дипломов.
Университет имеет высокую репутацию по предоставление качественного образования, не ущемляя принципов профессиональной этики. Это выражается в девизе Omnia Cum Honore(все с честью).
Доктор Давид Эскобар Галиндо, известный драматург и доктор наук является текущим ректором.

## Кампус
Университет в настоящее время состоит из двух кампусов, с учётом следующих факультетов и школ:
- Факультет экономики «Доктор Сантьяго И. Барберена»
- Факультет общей культуры и изобразительного искусства «Франсиско Гавидия»
- Факультет юриспруденции и социальных наук «Доктор Исидро Менендес»
- Факультет наук о здоровье «Доктор Луис Эдмундо Васкес»
- Факультет сельского хозяйства и сельскохозяйственных исследований «Юлия Хилл де О’Салливан»
- Школа Архитектуры
- Школы прикладного искусства «Карлос Альберто Имеры»
- Школа Коммуникация
- Школы Психологии
- Школа Промышленного Производства

Уго Линдо — Библиотека университета, имеет большое количество печатных и электронных ресурсов, включая библиографические материалы начиная с конца девятнадцатого века. Есть также онлайн классы, виртуальные лаборатории, семинары по техническим и ремесленным практикам, спортивные площадки, компьютерные центры, медицинские клиники, психологической консультации, а так же лаборатории химических, медицинских и сельскохозяйственных исследований.

## Профессора
В аудиториях университета Доктор Хосе Матиас Дельгадо преподает много признанных научных, политических и общественных деятелей в том числе:
- Профессор Алехандро Кото, сальвадорский режиссёр и историк.
- Лиценциат Уго Линдо, сальвадорский юрист и писатель.
- Лиценциат Матиас Ромеро Кото, писатель и философ.
- Лиценциат Франсиско Флорес, Бывший президент страны Эль-Сальвадор.
- Доктор Карлос Кинтанилья Шмидт, бывший вице-президент страны Эль-Сальвадор.
- Лиценциат Кармен Гонсалес Угетт, сальвадорский писатель.

## Университетская жизнь
Университет предлагает студентам возможность участвовать в театральных постановках, музыкальных хорах, волонтерских проектах, различных видах спорта (шахматы, футбол, легкая атлетика, плавание, баскетбол, волейбол, тхэквондо).